# 바이오메드 센트럴

바이오메드 센트럴(BioMed Central, BMC)은 과학, 기술 및 의학분야의 학술저널 및 데이터베이스를 제공하는 기관이다. BMC는 전문가검토를 거친 오픈 액세스 출판사로, 과학적 연구를 광범위하고 공개적으로 보급한다. BMC는 생명공학 및 의학 전반을 아우르는 250건의 오픈 액세스 저널을 발간하였다. 누구든지 저작물의 저작자를 표시할 경우 저작물을 복제, 배포, 전시, 2차적 저작물 작성을 할 수 있으며 상업적으로 이용할 수 있다. BMC 출판사는 논문심사 제도를 통하여 논문의 질을 통제하고 있으며, 출판 즉시 논문을 PMC에 기탁한다. 또한 BMC 출판사는 연구논문의 저자가 저작권을 소유하는 것을 원칙으로 한다.

## 역사
BMC는 2000년에 설립된 이래, "BMC 오픈 액세스 헌장"에 의거하여 논문심사 과정을 마친 연구논문을 오픈 액세스 방식으로 제공하고 있다. BMC 헌장은 오픈 액세스를 첫째, 인터넷에서 유통되기 쉬운 포맷으로 출판 즉시 국제적으로 널리 이용되는 저장소에 논문을 기탁하고 둘째, 저작권 소유자가 이용자에게 복제 및 배포에 대한 권리를 영구히 부여하되 이용자는 저작권에 대한 명확한 사항을 밝히는 것이라고 정의하고 있다.

## 자유이용의 정의
BioMed Central(2003)에서는 자유이용이 의미하는 바를 다음과 같이 설명하고 있다.
1. 학술 논문이 아무런 제한 없이 출판되는 즉시 널리 이용되는 포맷으로 위탁되어 인터넷을 통해 전 세계적으로 무료로 이용된다.
2. 저자나 저작권자는, 인용이 올바르게 제시되고 서지사항이 변경되지 않는 한도 내에서, 형태나 매체를 불문하고 연구 논문 전체나 일부를 이용하거나 복제, 배포하는 권리를 사전에 영원히 제 3자에게 양도한다.[4]

## 저장소
BMC 저장소는 BMC 출판사에서 운영하는 오픈 액세스 아카이브이다. BMC 저장소에서 검색되는 논문이 모두 오픈 액세스 방식으로 제공되는 것은 아니다. BMC 아카이브에는 BMC 출판사의 학술지 145종과 그 외 5종 학술지 145종과 그 외 5종 학술지의 논문 38237건이 저장되어 있다. BMC 출판사 학술지 중 141종은 모든 논문이 공개되어 있지만, 나머지 4개 학술지는 연구논문만이 오픈 액세스 방식으로 제공된다. 이것은 BMC 출판사를 통하여 출판되는 학술지에서 연구논문은 모두 오픈 액세스로 제공하는 것을 원칙으로 삼고 있지만 그 외의 리뷰논문 등은 오픈 액세스 원칙을 적용하지 않기 때문이다. 즉, 각 학술지의 편집위원회는 연구논문 이외의 기사에 대하여 각기 다른 접근 정책을 펴고 있으므로, 일부 학술지의 경우 BMC 저장소에서 연구논문 이외의 내용의 원문을 제공하지 않는다. 이러한 학술지의 경우 구독을 해야만 원문을 볼 수 있도록 되어 있다. BMC 저장소는 이러한 다양한 방식의 접근 형태를 세가지 유형의 로고를 사용하여 표시한다. 또한 BMC 저장소는 PubMed Central와 연계되어 있어 BMC 저장소에서 제공되는 학술지가 PubMed에 등재되어 있는 경우 상호링크를 통하여 검색될 수 있도록 하고 있다. 즉, PubMed에서 검색된 특정 논문이 BMC 저장소에 있을 경우 링크아웃 아이콘을 클릭하여 BMC 저장소로 곧바로 이동하여 원문을 볼 수 있다.

## BMC 저작권과 라이센스 협약
“BMC 저작권과 라이센스 협약(BioMed Central Copyright and License Agreement)”의 내용은 Creative Commons가 개발한 Creative Commons Attribution License(CCAL)와 동일하다. 즉, 누구든지 저작물의 저작자를 표시할 경우 저작물을 복제, 배포, 전시, 2차적 저작물 작성을 할 수 있으며, 상업적으로 이용할 수 있다. 따라서 “BMC 저작권과 라이센스 협약”에 의거하여 특별한 허락 없이도 BMC 출판사의 연구논문이 PMC 혹은 기타 국제적인 아카이브에 저장될 수 있고, 논문 저자 혹은 이용자들이 논문을 아카이빙 할 수도 있다. 그러나 BMC 출판사도 논문 이용에 대한 제한 조건은 두고 있다. 즉, BMC 출판사의 연구논문을 대량 복제(250매 이상)할 경우 저작권자에게 알리고, 별쇄본 서비스(reprint service)를 신청하거나 복제된 부수에 따라 1000~9000달러 사이의 기부금을 제공해 줄 것을 요구하고 있다.

## 출판 비용 회수
BMC 출판사는 출판 비용을 회수하기 위하여 연구기관, 학회, 연구기금 지원기관 등을 대상으로 선불, 후불, 후원회원제를 운영하여 APC를 요구하는 것은 구독료 기반의 전통적 출판 모델과 크데 다른 점이다. 전통적 모델에서는 구독료라는 접근 제한 장치를 통하여 이용자로부터 출판 비용을 회수하고 이윤을 창출하고자 했다면, 오픈 액세스 출판에서는 접근을 최대한 개방하고, 저자 및 그들의 소속기관으로부터 APC를 받아 이윤을 얻고자 한다.

## 자유이용
자유이용 저널의 출판은 비영리 경제 모델뿐만 아니라 이익 추구 경제 모델들도 채택할 수 있는 모델이라고 보는 시각도 있다. 이렇게 이익을 추구하는 출판사로서 자유이용 저널을 출판하는 예로 BMC가 있다. BMC은 온라인 생의학 저널의 상업 출판사로서, 자신의 사이트 내 기사들이 자유이용될 수 있도록 하고 있다. 이러한 출판사들은 자선 사업을 펼치거나 정치적인 전략으로 자유이용을 택하는 것이 아니라, 온라인상의 문헌들에 자유롭게 접근할 수 있도록 하고, 복잡한 색인과 탐색을 할 수 있는 기회를 제공하고, 저자들이 더 많은 독자들을 두게 됨으로써 자신의 영향력을 확대시키도록 해주기 위해서 자유이용을 채택한다고 볼 수 있다. 자유이용은 전통적인 인쇄 저널의 경우보다도 훨씬 적은 비용으로 이런 이점들을 누릴 수 있음을 보여주고 있다. 인쇄물 형태의 구독 형태, 비구독자에게는 온라인 접근을 통제하는 소프트웨어, 이런 것들이 없는 자유이용은 전통적인 출판의 경우보다 훨씬 적은 비용으로 더 많은 독자에게 자신의 논문을 읽힐 수 있다는 것이다. 또한 최신정보주지 서비스라든가 맞춤정보 서비스, 인쇄물 형태의 출판 등의 부가 가치 서비스를 통해 자유이용의 운영비용을 충당할 수도 있다. BMC의 Faculty of 1000과 같은 서비스가 그 예이다. Faculty of 1000은 새로운 온라인 연구 툴로서 1,000여명의 우수 과학자들이 추천하는 가장 관심을 둘만한 생물학 논문들을 소개한다. 이는 일종의 구독 기반의 서비스로서 연간 US$52/ £35/ C55에 이용가능하다.